# 박형민

박형민(1987년 2월 25일 ~)은 기독교이며, 소속은 한국독립교회선교단체연합회이다.
2015년 SBS 15기 공채 개그맨으로 데뷔했으며, 현재 '인싸가족'이라는 팀으로 유튜버로도 활동하고 있다.

## 방송
- 웃찾사 - 레전드 매치 (2017)
- 개승자 (2021) - 3위
- 개그콘서트 (2023~)